# قصر الناصرية
قصر الناصرية أحد القصور السعودية حيث بناه الملك سعود بن عبد العزيز بن عبد الرحمن آل سعود (1902ـ 1969م) لوالدته وأسرته بعد أن كثر أعداد أفرادها واحتاج إلى قصر متكامل وأكبر وأوسع.

## موقعه واسمه

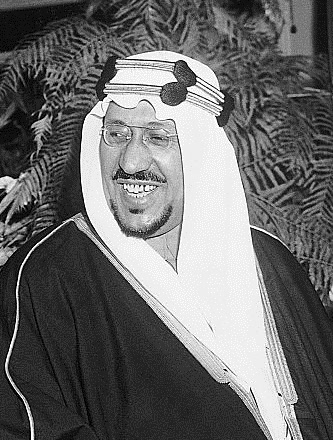
الملك سعود

موقع القصر في حي (الفوراة) شمال غرب العاصمة السعودية الرياض وبالتحديد بني في موقع المزرعة التي اشتراها الملك سعود بن عبد العزيز عندما كان وليا للعهد من أحد المواطنين واسمه (ابن ناصر) لذلك سمي القصر بهذا الاسم، ويقع القصر غرب قصر والده الملك عبد العزيز قصر المربع.

## عمارته
يعد القصر حداثة معمارية في مدينة الرياض تمهد لمرحلة انتقالية في المعمار في وسط السعودية بداية، حيث جمع بناؤه بين مكونات البناء التقليدي المعروف بمنطقة نجد (الّلبن، والطين، والجص، وأخشاب الأثل) والعناصر الحديثة (الإسمنت، واللبن، والطين، وأخشاب الدنقل، والمرابيع الخشبية، والألواح، والباشكير، والحصر)، وهي مواد مستوردة من الهند عن طريق البحر، ماجعل من القصر طفرة عمرانية متفردة في عصرها، وإضافة إلى ثقافة البناء ودعوة للتجديد في بناء البيوت والقصور في نجد حينذاك.

## مرحلة البناء
مر قصر الناصرية بمرحلتين بنائيتين، هما:

### المرحلة الأولى
ذكر ويليام فيسي في كتابه (الرياض القديمة) أن الملك سعود بن عبد العزيز شرع في بناء هذا القصر عام 1951م، فبعد مرحلة التخطيط التي تضمنت وجود بيوت ومساكن ومدارس ومساجد، كلًف الملك سعود الشيخ فهد بن صالح بن كريديس بمتابعة عملية البناء حتى تتم بسرعة كبيرة، كما قرر رحمه الله بتكوين فرق عمل تحت إشراف أحد المصممين السعوديين وهو عبد الله بن كليب، ومشرفين على تلك الفرق حتى يتم الإسراع بإنشائه وبجودة عالية، وأن تتم العملية التنفيذية للبناء من أساتذة البناء القدامى ومعلمي البناء المحدثين.
تم بناء القصر من دورين بواسطة خمس مجموعات إنشائية، يشرف على كل مجموعة منها شخص مسؤول:
- عبد الله بن كليب (المجموعة الأولى).
- عبد المحسن بن يوسف (المجموعة الثانية).
- أبو حمد بن عقيل (المجموعة الثالثة).
- حسين بن صالح بن سبعان (المجموعة الرابعة).
- عبد الله بن راشد بن عساكر (المجموعة الخامسة).

#### وصف القصر
اشتهر القصر بالمسطحات الخضراء من الزهور وأشجار «التماريسك» والفواكه وأشجار الزينة المستوردة بواسطة خبراء زراعة من الهند وبخارى، كما وجدت فيه برك مياه تبلغ مساحتها 4 هيكتارات تزود بالماء من الآبار، وأقفاص الطيور، كما أنير بأنوار النيون جلبت من سوريا بعد أن شاهدها رحمه الله في زيارة لها، ويحيط بالقصر سور برتقالي فاتح اللون.
كما كان يوجد أعلى بوابة القصر الرئيسة المستطيلة عبارة (بسم الله الرحمن الرحيم) ويعلوها مجسم ملون للسيفين والنخلة، كما وضع تحت السور كراسي حديدية متصلة لجلوس «الخويا» والحرس.

### المرحلة الثانية
أمر الملك سعود بهدم القصر وإعادة بنائه بأسلوب أكثر عصرية بعد أن طرأت مواد بناء جديدة، فضلاً عن النمو العائلي لأسرته رحمه الله، وكذلك شمل الأمر إعادة البناء للمناطق السكنية القديمة المحيطة وتجديدها.
وصمم المخططات الجديدة للقصر المعلم محمد بن لادن بطريقة التلزيم بدون مناقصة، ولم تكن قد تأسست شركة مجموعة ابن لادن المعروفة، فاستقطب عدداً من الشركات والمقاولين من داخل السعودية وخارجها مثل:
شركة حسن أبو الفتوح، وشركة عثمان أحمد عثمان، شركة أطلس، وشركة لجلال فايق وجميل فايق، بينما أعطى مقاولة سور القصر لمقاول مصري اسمه شفيق السيد فرج.
كما شاركت كل من شركة الهلال لعبد الرزاق النصار، وشركة اتحاد الخليج ويديرها نخبة من المهندسين الفلسطينيين، وشركة المشاريع العامة بإدارة المهندس محمد رمضان، وكذلك شارك المهندسون: علي حافظ وهبي، وزكي إبراهيم، وتوفيق الميداني في إنشاءات القصر.
أما العمالة فقد كلّف بن لادن المهندس المصري سعيد الهلالي ليكون وكيلاً له في القاهرة لإرسال العمالة والاتفاق مع المقاولين، وأسندت أعمال شبكة التكييف إلى شركة كارير برئاسة نخبة من المهندسين اللبنانيين، وكان التكييف عبارة عن شيلر مائي بواسطة شللات للمياه ومكائن لدفع الهواء.

#### وصف القصر
سور محيط طوله سبعة أميال وارتفاعه خمسة عشر قدما عليه ثلاث دروازات (بوابات)، ويضم القصر في بنائه الثاني: القصر الخاص بالملك سعود، وقصر الضيافة، والقصور العائلية وعددها (35) فيلا، والمسجد الجامع، ومستشفى الناصرية بإدارة أطباء يرأسهم الدكتور ربحي حمادة، ومحطة توليد كهرباء الناصرية التي تغذي الناصرية والمعذر وغربي الرياض، وتقع المحطة في الجهة الشمالية الغربية للناصرية، وفي الجهة الشمالية الشرقية بني معهد العاصمة النموذجي بتنفيذ المهندس علي حافظ وهبي وزكي إبراهيم.

## وصف القصر
وصفه أحد الغربيين الذي لابد أن زار القصر بعد 35 سنة من بنائه بأنه ضمن عشرة قصور ملكية بنيت في المملكة العربية السعودية في كل من الرياض، ومكة المكرمة، والمدينة المنورة، وجدة، وأن هذا القصر مطلي باللون الوردي، لكنه يعد الآن أطلالاً مهجورة، وأشار إلى أن ساحاته بنيت من الرخام وكانت مغطاة بسجاد فارسي، ومضاء بالثريات الكريستالية، وكانت حدائق القصر تضم نوافير ضخمة تعمل ليل نهار، وبها تنشر أقفاص الطيور، وتضم أشجار البرتقال والياسمين وآلاف الورود، وتزين جدرانه لوحات القرميد التركي والديباج الفرنسي، والقناديل الإسبانية، والمزهريات الصينية الكبيرة، وقد كلف بناؤه وتأثيثه بملايين الجنيهات الإسترلينية.
وقد أضيفت مرافق جديدة محيطة بالقصر تضمنت قصوراً جديدة وباحات مخصصة للنساء ومسجد للعائلة المالكة ومدرسة لأبناء القصر ومستشفى وثكنة للجنود الذين يحمون القصر، ولم يبق من القصر إلا قوس متهدم وميل أو ميلان من السور، أما القصر المركزي فقد بقي علامة بارزة حتى اليوم.

## وصلات خارجية
- افتتاح (قصر الناصرية) عام 1956م كان الحدث الأهم عند سكان الرياض.